# Sportåret 1799

## Händelser

### Boxning
- Jack Bartholomew behåller den engelska mästerskapstiteln i tungvikt, men inga matcher finns registrerade för honom under året.[1]

- 12 april – Jem Belcher besegrar Tom Jones i Wormwood Scrubs. Matchen varar i 33 minuter över 16 eller tio ronder.[2]

## Födda

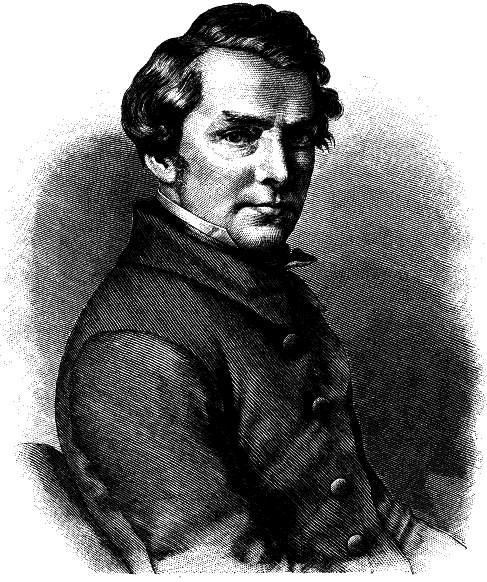
Lars Gabriel Branting.

- 16 juli – Lars Gabriel Branting, svensk gymnastikledare[3]